# فنجاني جريسي
فنجاني جريسي (الاسم العلمي:Peziza campanula) هو نوع من الفطريات يتبع جنس الفنجاني من فصيلة الفنجانية.